# Lauren Nelson
Lauren Paige Nelson, née le 26 novembre 1986 à Lawton, en Oklahoma, aux États-Unis, est une reine de beauté américaine, élue Miss Oklahoma (en) 2006, puis Miss America 2007,.

### Source de la traduction
- (en) Cet article est partiellement ou en totalité issu de l’article de Wikipédia en anglais intitulé « Lauren Nelson » (voir la liste des auteurs).